# MRM
MRM (Marketing Resource Management) — специализированные программные продукты, предназначенные для управления маркетинговыми ресурсами и являющиеся платформой для автоматизации маркетинга.
Основные задачи MRM-систем — это повышение общей эффективности маркетинга за счёт оптимизации, автоматизации и ускорения типовых рабочих процессов. MRM, как правило, охватывают область планирования и реализации рекламных кампаний, работу с рекламными материалами и корпоративным стилем. При этом автоматизации подвергаются процессы и данные, обычно не охватываемые другими системами автоматизации — такими как, например, CRM или ERP.
Суть работы MRM заключается в создании для сотрудников маркетинговых подразделений компании единой рабочей среды, доступной с любого рабочего места. Основной элемент системы — единое хранилище всех рабочих файлов, снабженное различными инструментами для поиска, сортировки, редактирования файлов и совместной работы с ними.

## Отличительные особенности MRM-систем
Конечные пользователи работают с базой данных удалённо при помощи веб-интерфейса. При этом обработка и редактирование файлов (например, рекламных макетов) — также ведется в системе и задействует вычислительные мощности центрального сервера, на котором базируется система.
MRM-системы предназначены прежде всего для автоматизации операционных, административных задач маркетинга, связанных с планированием и отчетностью, пересылкой и согласованием рекламных макетов, редактированием макетов, созданием внутренних заказов на рекламную продукцию, созданием единой базы данных информации по продуктам и услугам для использования в рекламных материалах, и т. д. В ряде случаев присутствует дополнительный функционал для вывода и оформления отчетности по заданным заранее ключевым показателям эффективности — KPI.
MRM крайне редко представляют собой «коробочные» решения — то есть такие, которые готовы к работе сразу после установки. Внедрение MRM — это обычно многоступенчатый и достаточно длительный процесс, включающий в себя детальный аудит бизнес-процессов, обучение сотрудников, доработку программной части под нужды каждого конкретного клиента. Соответственно, даже системы, предлагаемые одним разработчиком, у разных клиентов могут значительно отличаться — по дизайну, по интерфейсу, по набору функций.

## Рынок MRM-систем
Исследованием рынка MRM-систем с 2006 года занимается компания Gartner, ежегодно составляя «магический квадрант» и разделяя игроков рынка на четыре категории. Учитывая специфичность и узкую целевую аудиторию MRM, на рынке действует относительно небольшое количество разработчиков. Это либо крупные компании, для которых MRM — лишь один из продуктов в линейке, либо небольшие, но полностью специализирующиеся на MRM компании.
По состоянию на 2011 год список основных игроков выглядел следующим образом :
- Adnovate
- Alterian
- Aprimo
- Assetlink
- Brandmaker
- Brand Wizard
- Capital ID
- Direxxis
- Elateral
- Kodak
- MarketingPilot Software
- Oracle Siebel
- Orbis Global
- Saepio Technologies
- SAS
- SAP
- Unica (IBM)
- VYRE

Принадлежность к той или иной нише периодически меняется. По состоянию на 2012 год лидерами отрасли являются:
- Brandmaker
- SAS Institute
- SAP
- Teradata (Aprimo)
- Orbis Global
- Unica (IBM)